# 米洛斯拉夫·哈劳兹德
米洛斯拉夫·哈劳兹德（捷克語：Miloslav Charouzd，1928年8月15日—2001年6月25日），捷克男子冰球运动员。他曾代表捷克斯洛伐克国家队参加1952年冬季奥林匹克运动会冰球比赛，结果队伍获得第四名。